# Pirata spatulatus
Pirata spatulatus este o specie de păianjeni din genul Pirata, familia Lycosidae, descrisă de Chai, 1985. Conform Catalogue of Life specia Pirata spatulatus nu are subspecii cunoscute.